# Estadio Ingelmo Nicolás Blázquez
El estadio Ingelmo Nicolás Blázquez también denominado estadio Andes Talleres es un estadio de fútbol ubicado en el departamento de Godoy Cruz de la provincia de Mendoza en Argentina. En él juega como local Andes Talleres Sport Club. 
Tiene una capacidad para albergar a 10 000 personas. Es uno de los estadios más bonitos y seguros de la provincia, en donde se puede observar desde cualquier parte el desarrollo de los partidos con una muy buena visión.
Es el quinto estadio más grande de la provincia, después del provincial Estadio Malvinas Argentinas, del Estadio Feliciano Gambarte, del Estadio Bautista Gargantini y del Estadio Víctor Antonio Legrotaglie.

## Historia
La piedra fundamental para su construcción fue colocada el 25 de mayo de 1956, fue inaugurado el 25 de mayo de 1962 donde Andes Talleres Sport Club jugó un partido amistoso con el Club Atlético Boca Juniors de Buenos Aires.
El estadio lleva el nombre del primer presidente de la institución el Sr. Ingelmo Nicolás Blázquez.

### Remodelaciones
En 2011, como motivo de albergue de la selección chilena de fútbol para la realización de sus entrenamientos diarios para los partidos de la Copa América que se disputó este mismo año en Argentina, el estadio fue sometido a una remodelación que comprendió mejoras de los vestuarios, césped, pinturas, baños, etc.